# Base des pandas géants de Bifengxia
La base des pandas géants de Bifengxia est un centre de recherche et d'élevage de pandas géants situé dans la ville de Bifengxia, Ya'an, Sichuan, en Chine. Depuis son ouverture en 2004, il est devenu le foyer de plusieurs pandas géants. Notamment Hua Mei et Mei Sheng, nés aux États-Unis, y furent transférés après le séisme de 2008 au Sichuan qui endommagea gravement le centre d'élevage de pandas de la réserve naturelle de Wolong. Les deux installations sont gérées par le China Conservation and Research Center for the Giant Panda.
Le panda mâle né au zoo de Vienne Fu Long (né en 2007) a été transféré à Bifengxia en novembre 2009. Le 5 février 2010, Bifengxia devint la maison de Tai Shan, qui est né au parc zoologique national de Washington,. Plus tard cette année-là, Su Lin et Zhen Zhen du zoo de San Diego ont également été déplacés ici.
En 2008, 13 bébés pandas vivaient dans la base de Bifengxia. Le 12 février 2009, la base organisa une cérémonie simple pour ces petits alors qu'ils fréquentaient le jardin des bébés pandas. Les pandas géants, vivant temporairement dans la base de Bifengxia, retournèrent dans la réserve naturelle nationale de Wolong après sa restauration qui a pris entre deux ou trois ans.